# Ga Gwangmyeong
Ga Gwangmyeong (Tiếng Hàn: 광명역, Hanja: 光明驛) là ga đường sắt ở Iljik-dong, Gwangmyeong-si, Gyeonggi-do, Hàn Quốc, được vận hành bởi Đường sắt cao tốc Gyeongbu, Đường sắt cao tốc Honam và Tàu điện ngầm Seoul tuyến 1. Để thuận tiện cho việc tiếp cận, Tàu điện ngầm Seoul tuyến 1 (Tàu đưa đón giữa Yeongdeungpo và Gwangmyeong) đang hoạt động. Vào thời điểm xây dựng, tên dự kiến là Ga Namseoul, nhưng vào ngày 28 tháng 8 năm 2000, nó được đổi thành Ga Gwangmyeong. Trong tương lai, khi Tuyến Sinansan và Tuyến Gyeonggang (đoạn Wolgot-Pangyo) được khai trương, nó sẽ trở thành ga trung chuyển.

## Các ga có tên tương tự
"Ga Gwangmyeong" là tên cũ của ga Gwangmyeongsageori trên Tuyến 7 của Tàu điện ngầm Seoul và cũng là tên của một ga trên Tuyến 2 của Tàu điện ngầm Bình Nhưỡng.

## Lịch sử

### Xây dựng
Vị trí của ga Gwangmyeong đã được quyết định vào ngày 14 tháng 10 năm 1994, mặc dù việc xây dựng đã không bắt đầu cho đến tháng 12 năm 1999. Tên dự kiến của ga Namseoul (nghĩa đen là ga Nam Seoul) đã được đổi thành ga Gwangmyeong vào ngày 28 tháng 8 năm 2000 và việc xây dựng nhà ga được hoàn thành vào ngày 27 tháng 3 năm 2004.
Chi phí xây dựng là 406,8 tỷ won.

### Hoạt động
Nhà ga mở cửa với dịch vụ KTX bắt đầu vào ngày 1 tháng 4 năm 2004.
Sau khi mở cửa vào tháng 4 năm 2004, nhà ga Gwangmyeong chỉ đón trung bình 4.521 hành khách mỗi ngày.  Tuy nhiên, tốc độ tăng trưởng hành khách là một trong những ga nhanh nhất trong số các ga KTX và số lượng hành khách KTX hàng ngày đến hoặc đi tại ga đạt 14.608 vào năm 2008, vượt qua ga Yongsan, ga cuối ở Seoul của dịch vụ Honam KTX.  Trong 5 năm đầu tiên đưa vào sử dụng, cho đến cuối tháng 2 năm 2009, Ga Gwangmyeong đã đón tổng cộng 22.173.792 lượt hành khách, một lần nữa vượt qua Ga Yongsan.
Trong các cuộc khảo sát hành khách được thực hiện trong những tháng đầu tiên sau khi ra mắt dịch vụ KTX, vấn đề được đề cập thường xuyên nhất là thiếu khả năng tiếp cận đầy đủ tại địa phương cho các ga trung gian, đặc biệt là thiếu kết nối tàu điện ngầm đến hai ga mới Gwangmyeong và Cheonan–Asan.  Ga Gwangmyeong được liên kết với Tàu điện ngầm Seoul tuyến 1 bằng dịch vụ xe đưa đón từ Yongsan vào ngày 15 tháng 12 năm 2006.  Tuy nhiên, xe đưa đón sử dụng cùng đường ray với tàu KTX, dẫn đến lịch trình có thời gian chờ đợi lâu giữa các ga sự xuất hiện của KTX và tàu điện ngầm, do đó dịch vụ ít bị ảnh hưởng.  Một cuộc khảo sát năm 2008 về hành khách KTX đến hoặc khởi hành tại ga Gwangmyeong cho thấy 57% sử dụng ô tô riêng, 11% đi taxi, 28% đi xe buýt và chỉ 4% đi tàu điện ngầm.
Khi một điểm dừng KTX bổ sung được đề xuất vào năm 2004 tại ga Yeongdeungpo, gần đó, một số người dân địa phương sống xung quanh ga Gwangmyeong lo sợ rằng Korail sẽ giết chết ga Gwangmyeong bằng cách chuyển tất cả các dịch vụ sang ga mới và thành lập một nhóm hành động chống lại kế hoạch. Nhóm hành động đã thu thập được 880.000 chữ ký, buộc chính phủ phải từ bỏ kế hoạch vào cuối năm 2005. Khi ga Yeongdeungpo được đặt làm điểm dừng cho các dịch vụ KTX mới qua Suwon bắt đầu từ ngày 1 tháng 11 năm 2010, các cuộc biểu tình lại tiếp tục.

## Dịch vụ
Ga Gwangmyeong được phục vụ bởi các chuyến tàu KTX trên cả hai tuyến Đường sắt cao tốc Gyeongbu và Đường sắt cao tốc Honam.  Các chuyến tàu con đưua đón chạy cứ sau 40 phút-1 giờ đến Yeongdeungpo, nối với đoạn Tuyến Gyeongbu của Tuyến 1 tại ga văn phòng Geumcheon-gu ở Seoul. Ga Gwangmyeong không được kết nối trực tiếp với các ga tàu điện ngầm khác trong thành phố Gwangmyeong, cụ thể là Cheolsan và Gwangmyeongsageori, vì vậy cần phải đổi tàu tại Ga phức hợp kỹ thuật Gasan ở Seoul để đến đó hoặc chỉ cần bắt một trong nhiều xe buýt đến ga ga tàu.

## Bố trí ga
| ↑ Văn phòng Geumcheon-gu | ↑ Văn phòng Geumcheon-gu | ↑ Yongsan      | ↑ Yongsan      | ↑ Yongsan      | ↑ Yongsan      | ↑ Yongsan      | ↑ Yongsan      | ↑ Yongsan      | ↑ Yongsan      | ↑ Yongsan      | ↑ Yongsan      | Văn phòng Geumcheon-gu ↓ | Văn phòng Geumcheon-gu ↓ |
| N/B                      |                          |                | ３             | １             |                |                |                |                | ２             | ４             |                |                          | S/B                      |
| Bắt đầu·Kết thúc         | Bắt đầu·Kết thúc         | Cheonan–Asan ↓ | Cheonan–Asan ↓ | Cheonan–Asan ↓ | Cheonan–Asan ↓ | Cheonan–Asan ↓ | Cheonan–Asan ↓ | Cheonan–Asan ↓ | Cheonan–Asan ↓ | Cheonan–Asan ↓ | Cheonan–Asan ↓ | Bắt đầu·Kết thúc         | Bắt đầu·Kết thúc         |

| Hướng Bắc | ● Tuyến 1                                                                                    | Tàu đưa đón Gwangmyeong | ← Hướng đi Văn phòng Geumcheon-gu · Guro · Sindorim · Yeongdeungpo |
| １·３     | Tuyến cao tốc Gyeongbu · Tuyến cao tốc Honam Tuyến Gyeongjeon · Tuyến Donghae · Tuyến Jeolla | liên kết=KTX            | ← Hướng đi Yongsan · Seoul · Haengsin                              |
| ２·４     | Tuyến cao tốc Gyeongbu                                                                       | liên kết=KTX            | → Hướng đi Daejeon · Dongdaegu · Busan →                           |
| ２·４     | Tuyến Gyeongjeon                                                                             | liên kết=KTX            | → Hướng đi Dongdaegu · Masan · Jinju →                             |
| ２·４     | Tuyến Donghae                                                                                | liên kết=KTX            | → Hướng đi Daejeon · Dongdaegu · Pohang →                          |
| ２·４     | Tuyến cao tốc Honam                                                                          | liên kết=KTX            | → Hướng đi Iksan · GwangjuSongjeong · Mokpo →                      |
| ２·４     | Tuyến Jeolla                                                                                 | liên kết=KTX            | → Hướng đi Jeonju · Suncheon · Yeosu–EXPO →                        |
| Hướng Nam | ● Tuyến 1                                                                                    | Tàu đưa đón Gwangmyeong | → Kết thúc tại ga này                                              |

## Xung quanh nhà ga
- Đường cao tốc Seohaean Nút giao thông Ga Gwangmyeong
- Đường cao tốc Seohaean · Đường cao tốc Gyeongin thứ 2 Giao lộ Iljik
- Seoksu-dong, Manan-gu, Anyang-si
- Iljik-dong, Gwangmyeong-si
- Chi nhánh Costco Gwangmyeong
- Chi nhánh IKEA Gwangmyeong
- Chi nhánh Lotte Premium Outlet Gwangmyeong
- Bệnh viện Gwangmyeong Đại học Chung-Ang
- Nhà để xe công cộng Seoksu-dong (bảo vệ thành phố)
- Studio IVEX
- Hang Gwangmyeong
- Ga Gwangmyeong Central Xi
- Ga Gwangmyeong Park Xi
- Ga Gwangmyeong U Planet Desian
- Ga Gwangmyeong Prugio
- Địa điểm hội nghị thượng đỉnh ga Gwangmyeong

## Thư viện

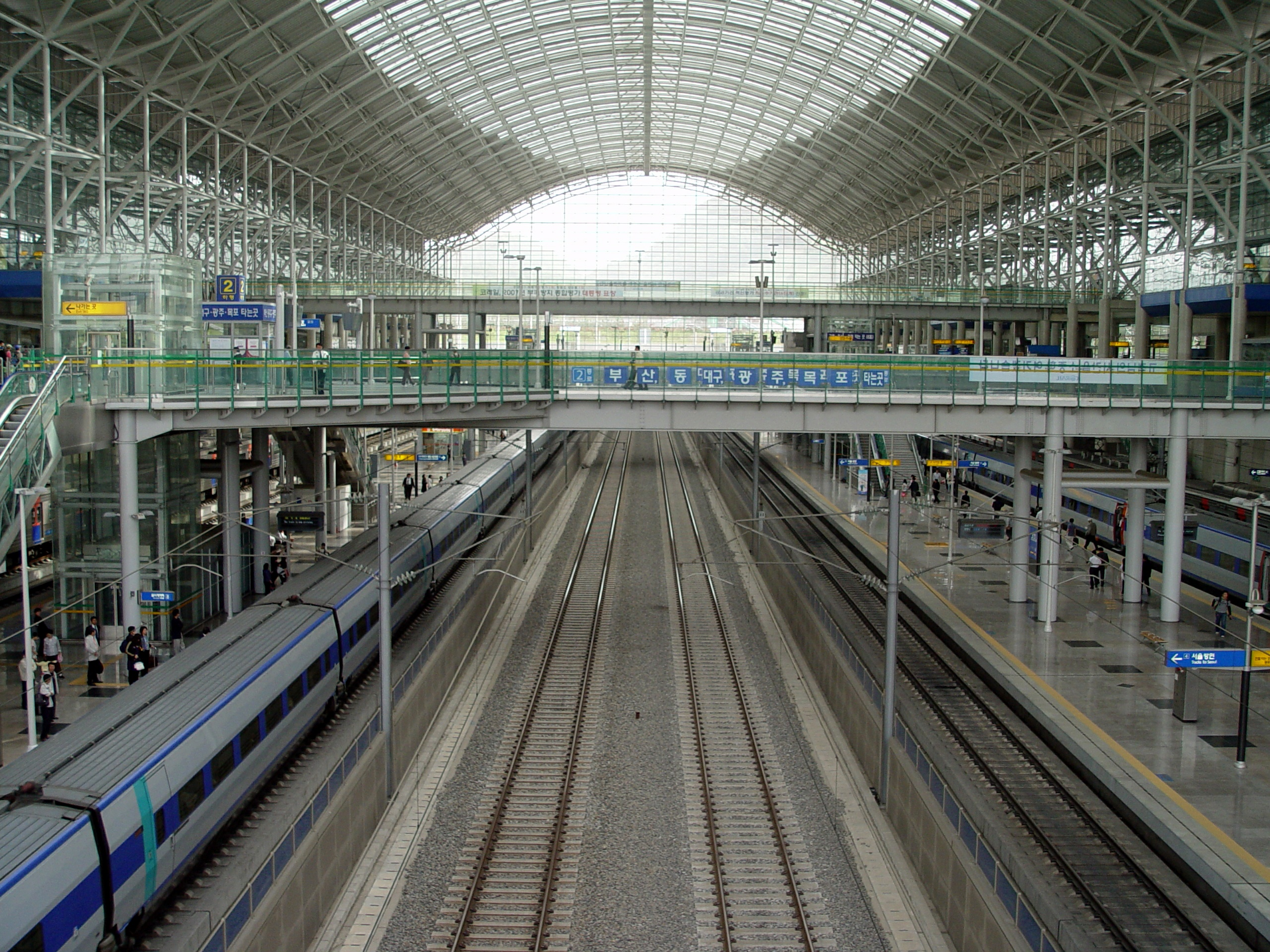
Cảnh nhìn từ trung tâm cầu vượt
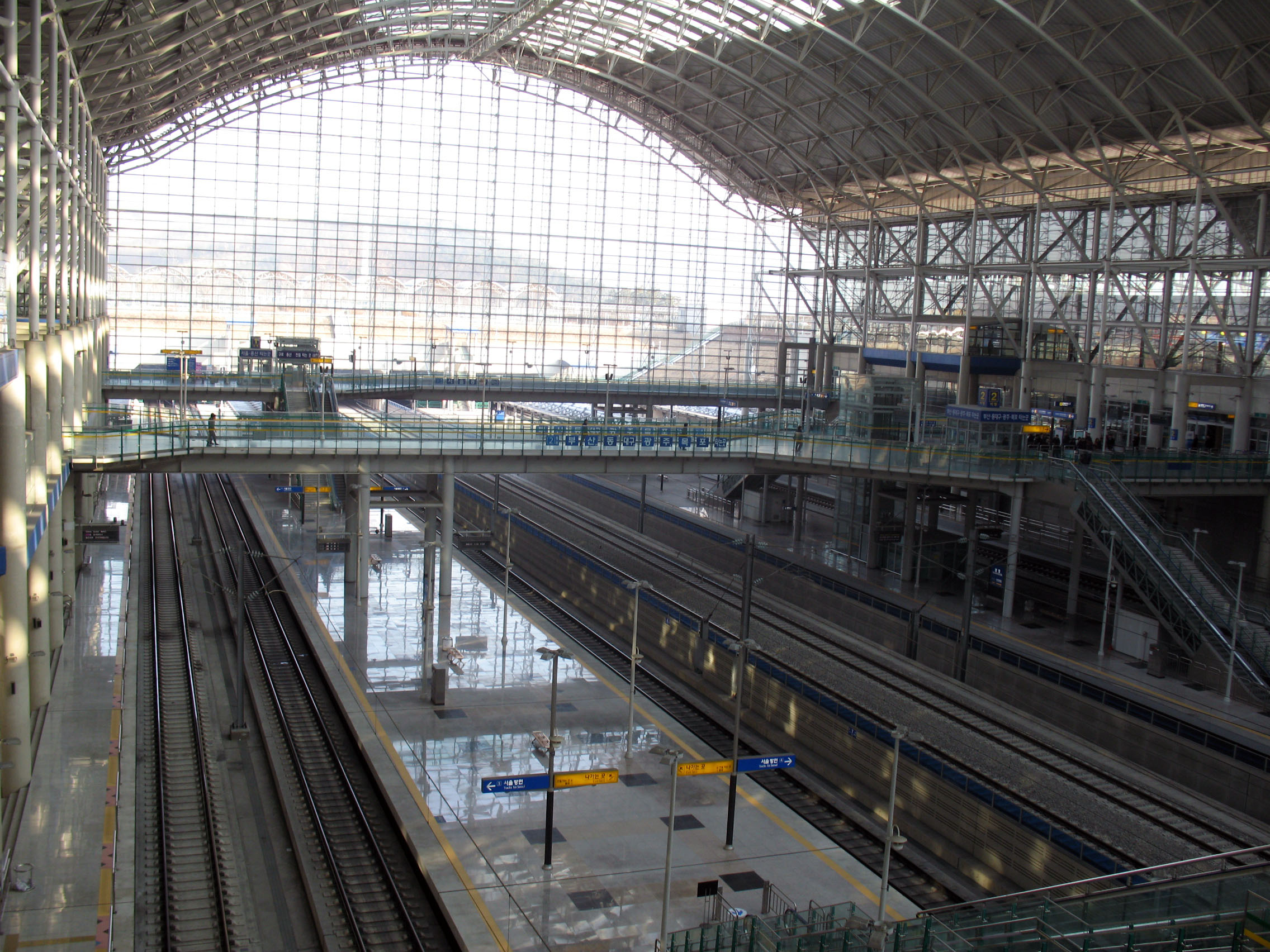
Khung cảnh từ điểm cổng soát vé
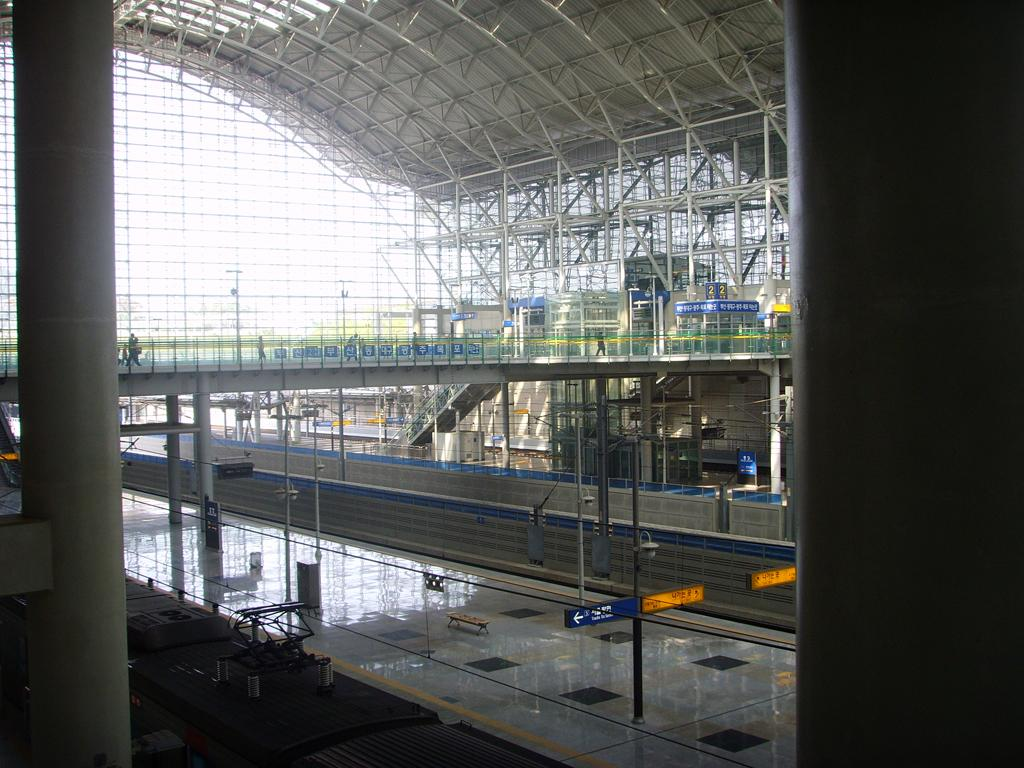
Bên trong nhà ga
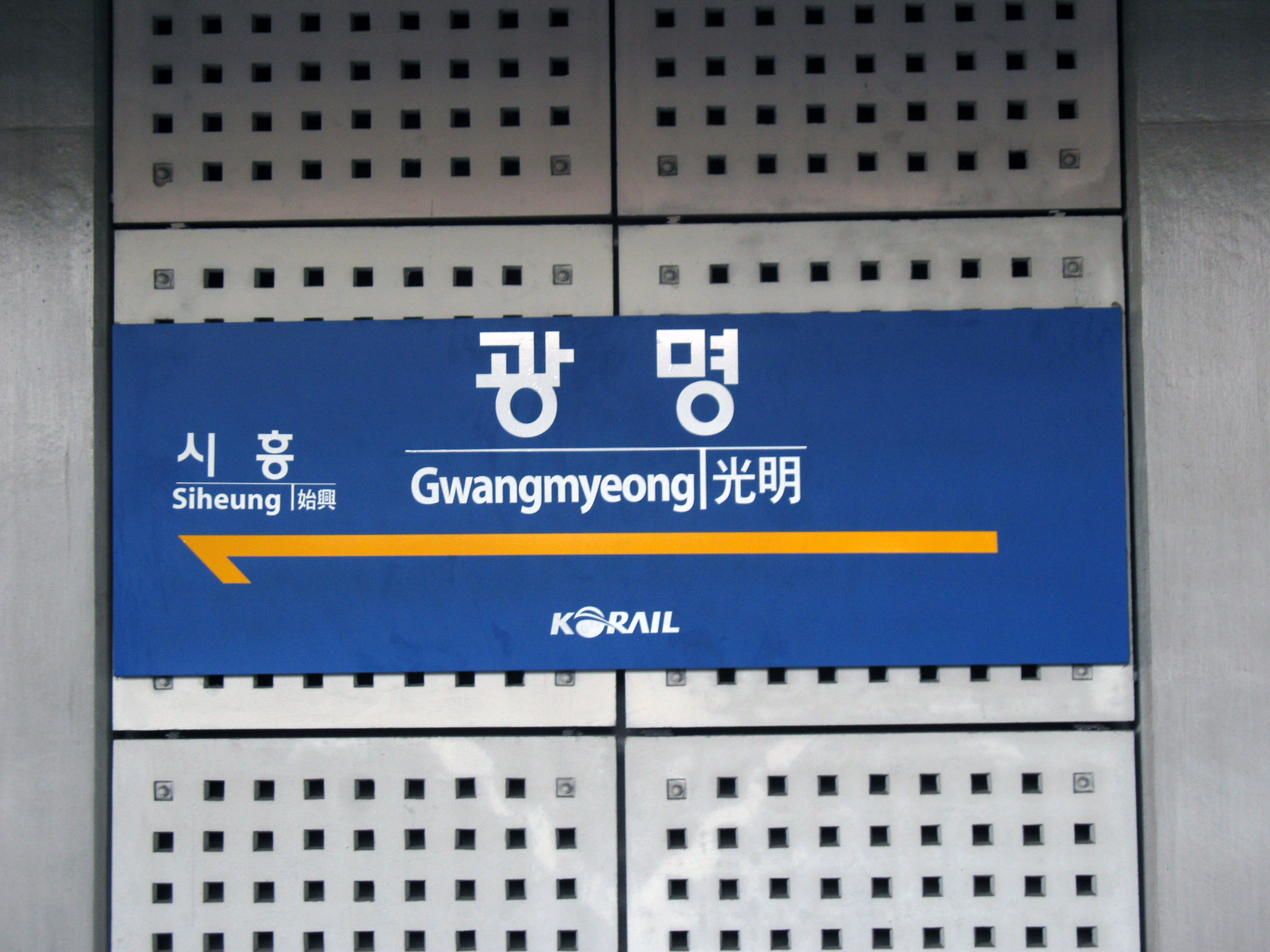
Bảng tên nhà ga trước khi Ga văn phòng Geumcheon-gu được đổi tên
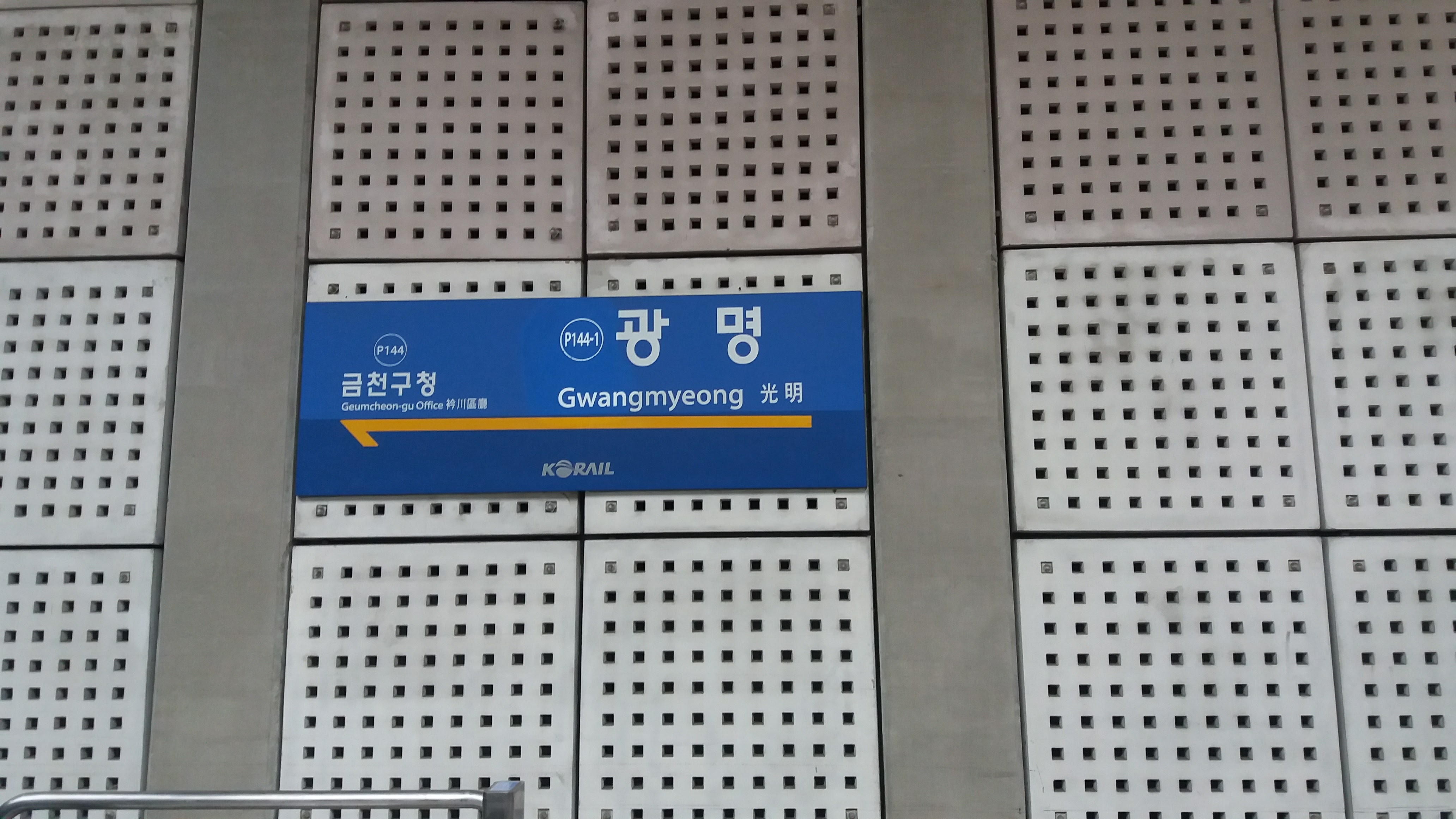
Biển tên nhà ga sau khi đổi số nhà ga
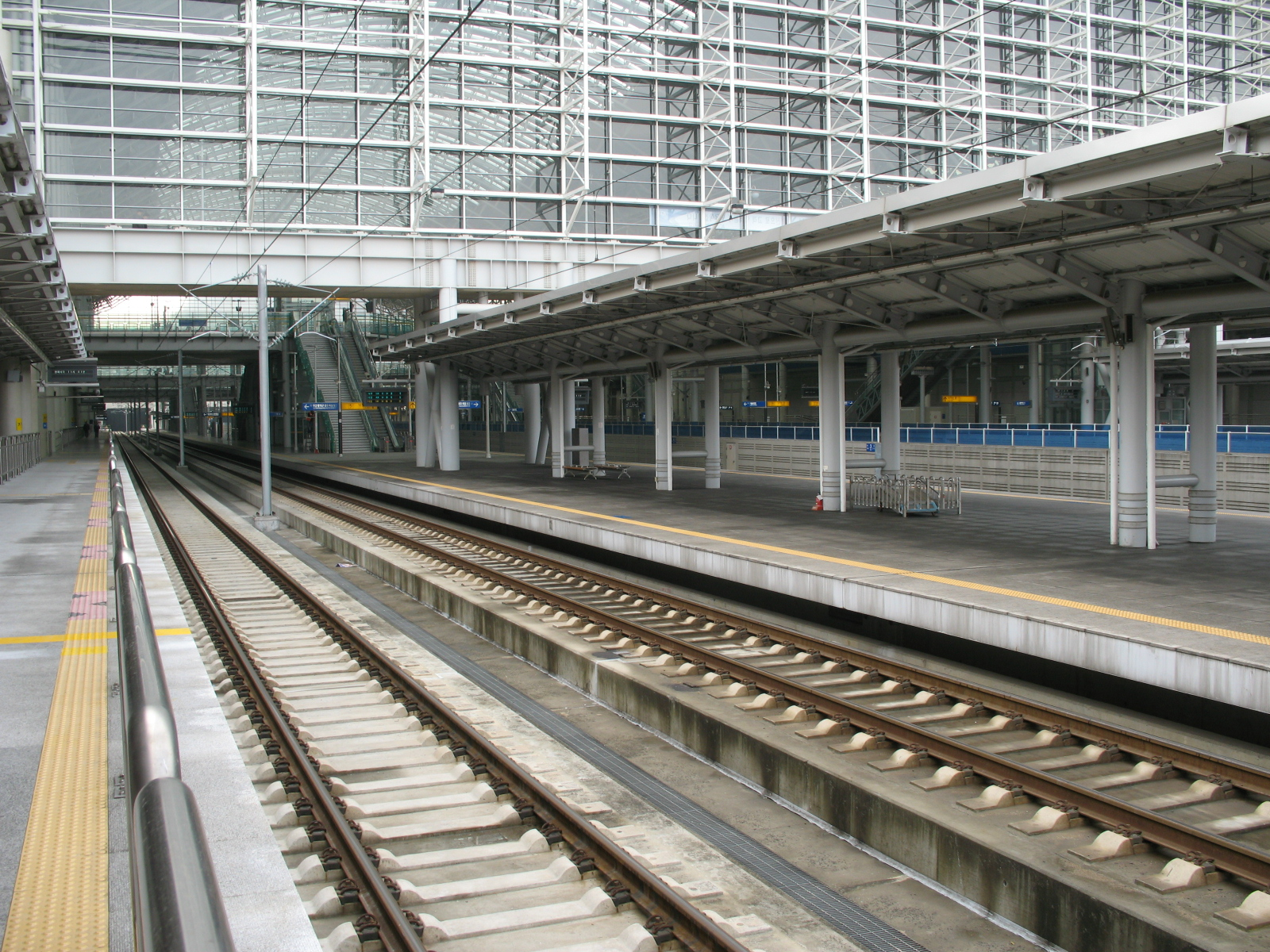
Nền tảng
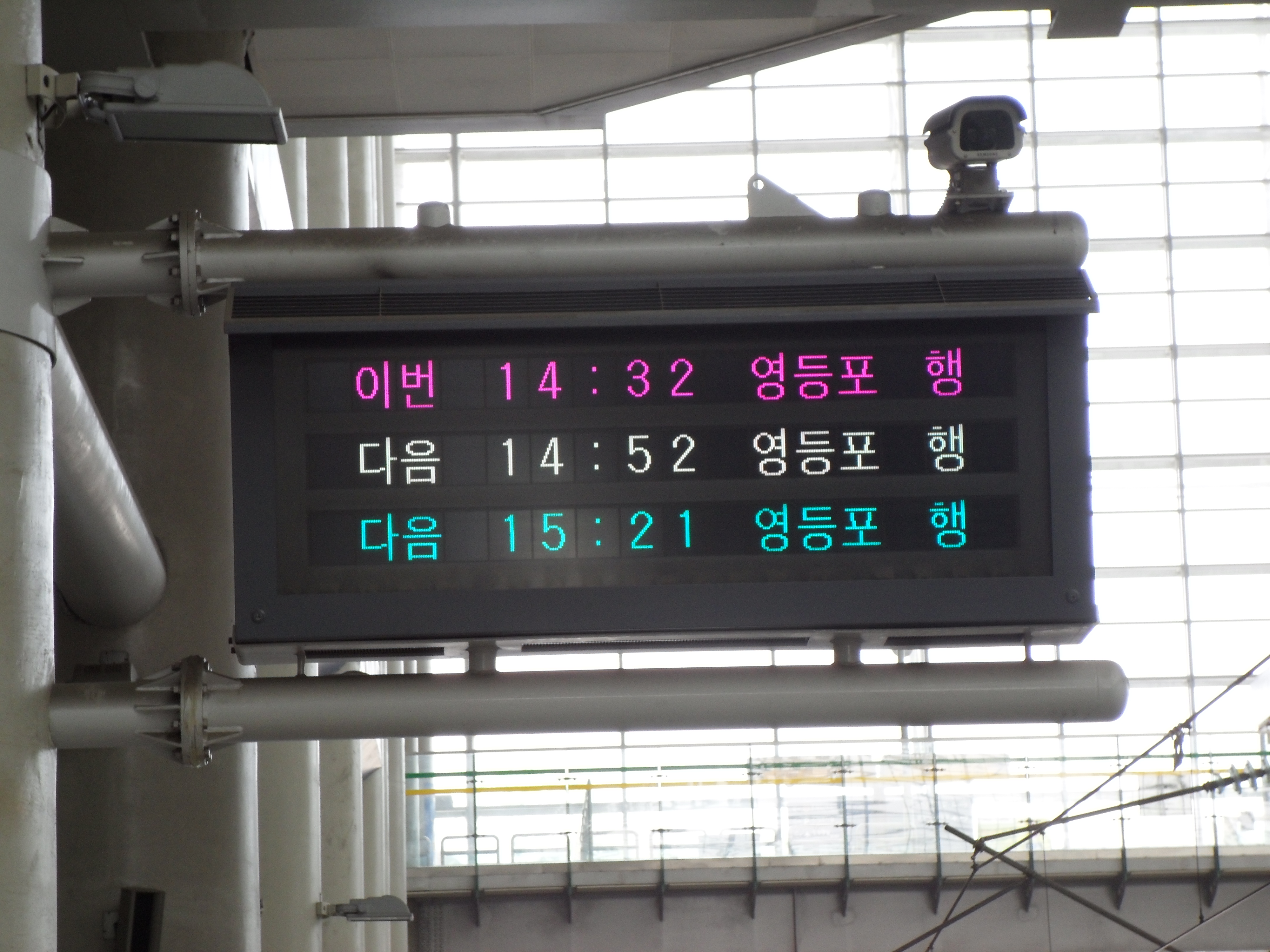
Hướng dẫn điểm đến tàu (sau khi thay thế)
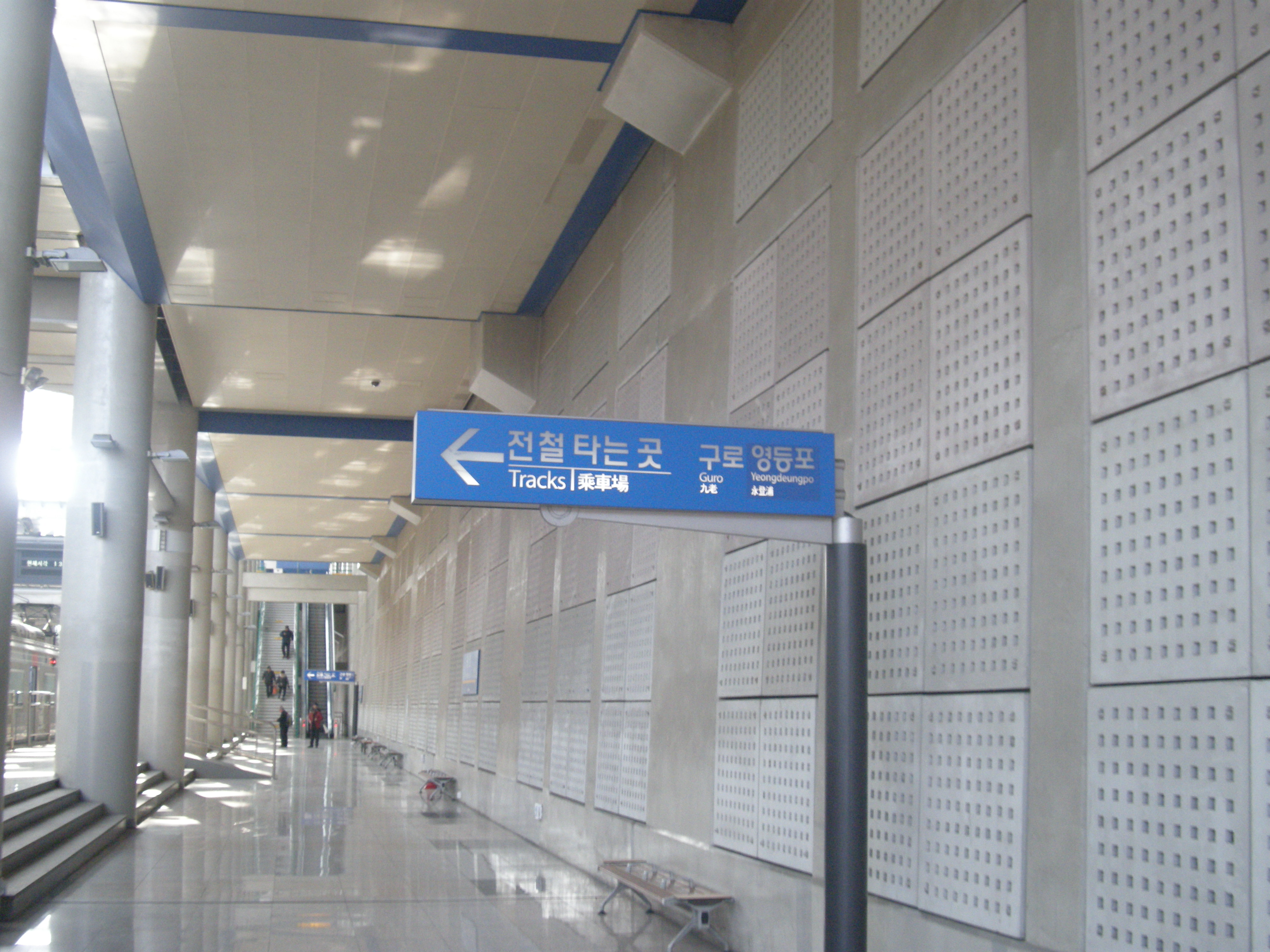
Nền tảng cho hướng Yeongdeungpo
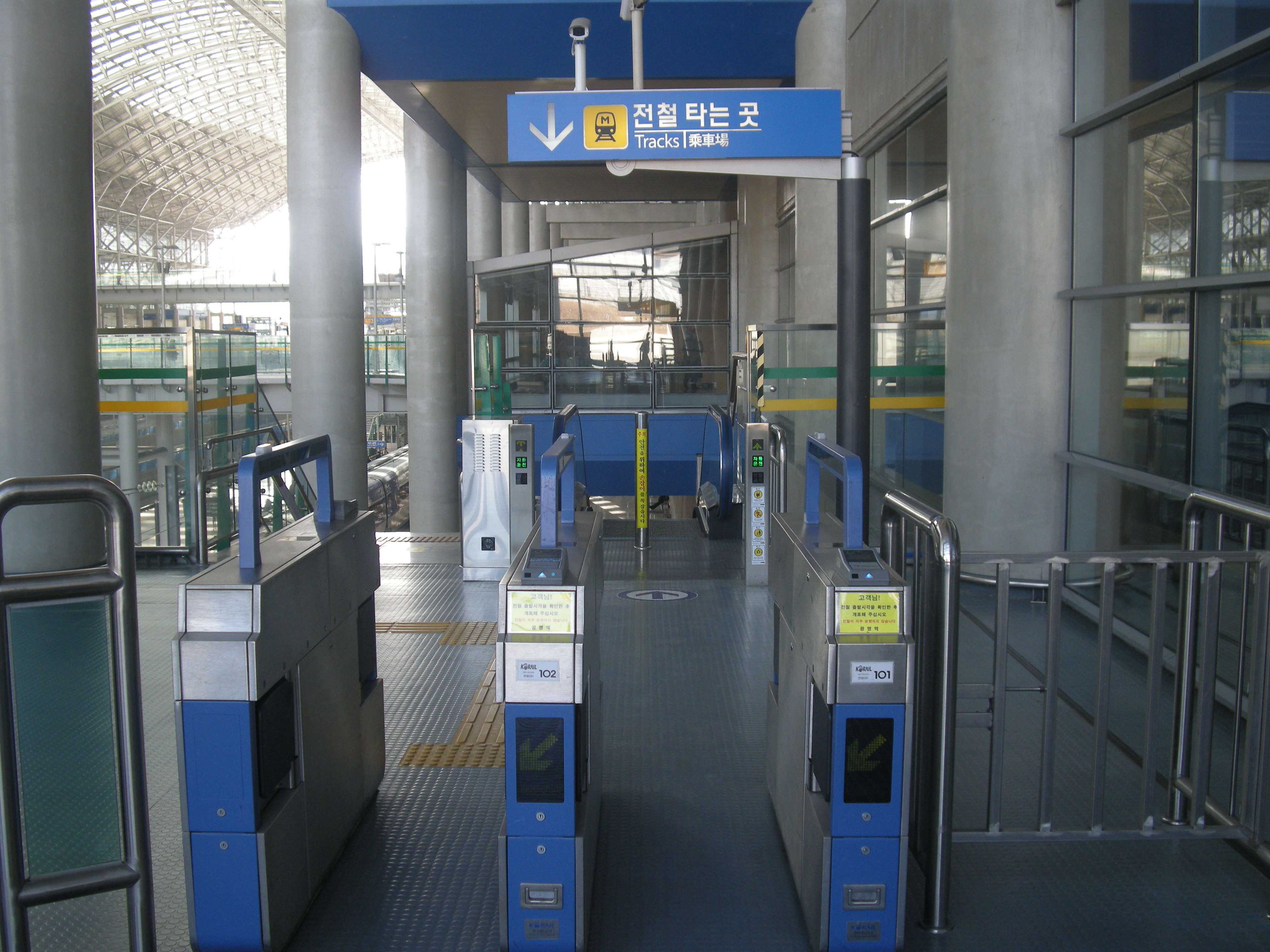
Cửa soát vé
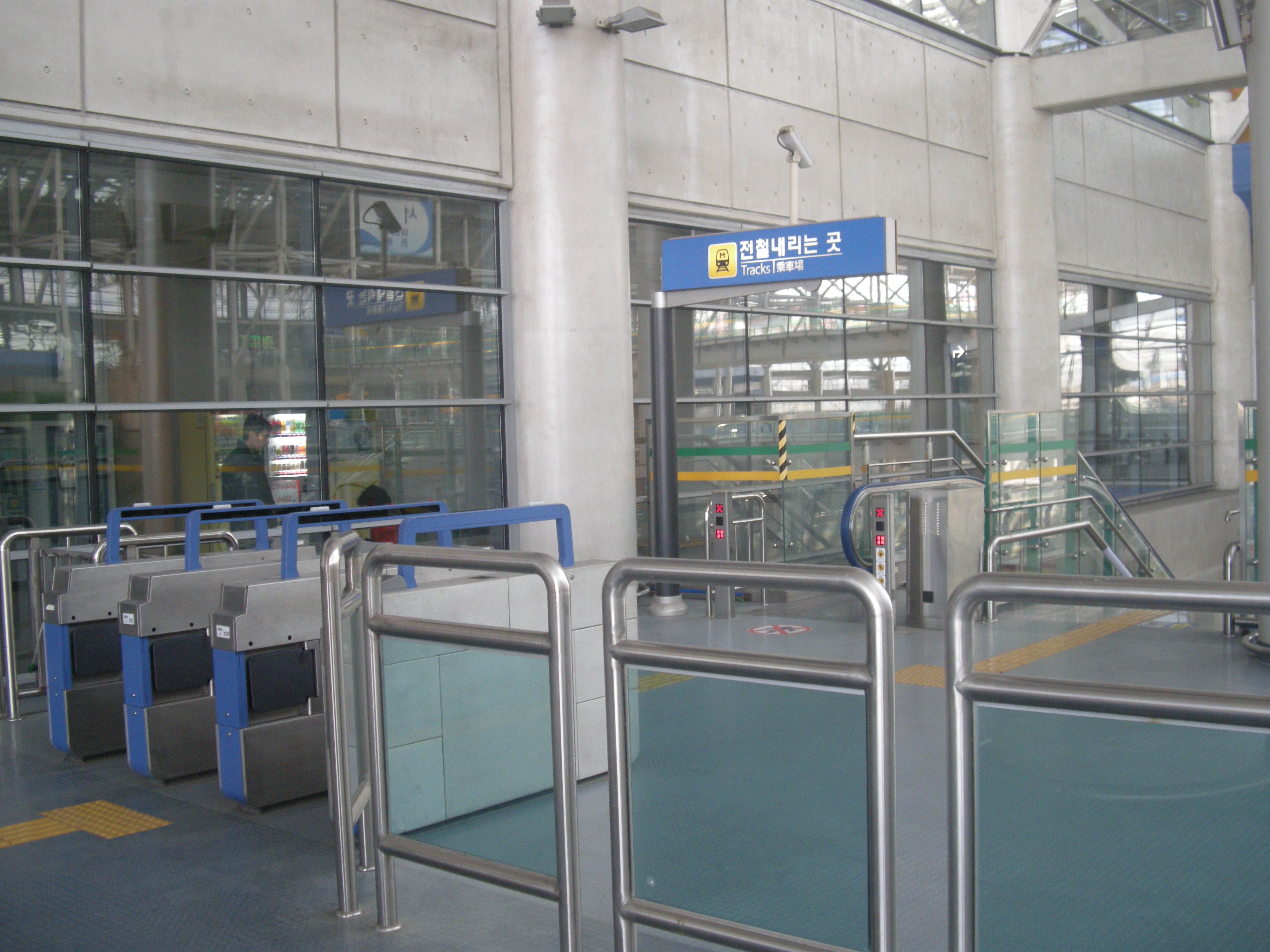
Cửa soát vé
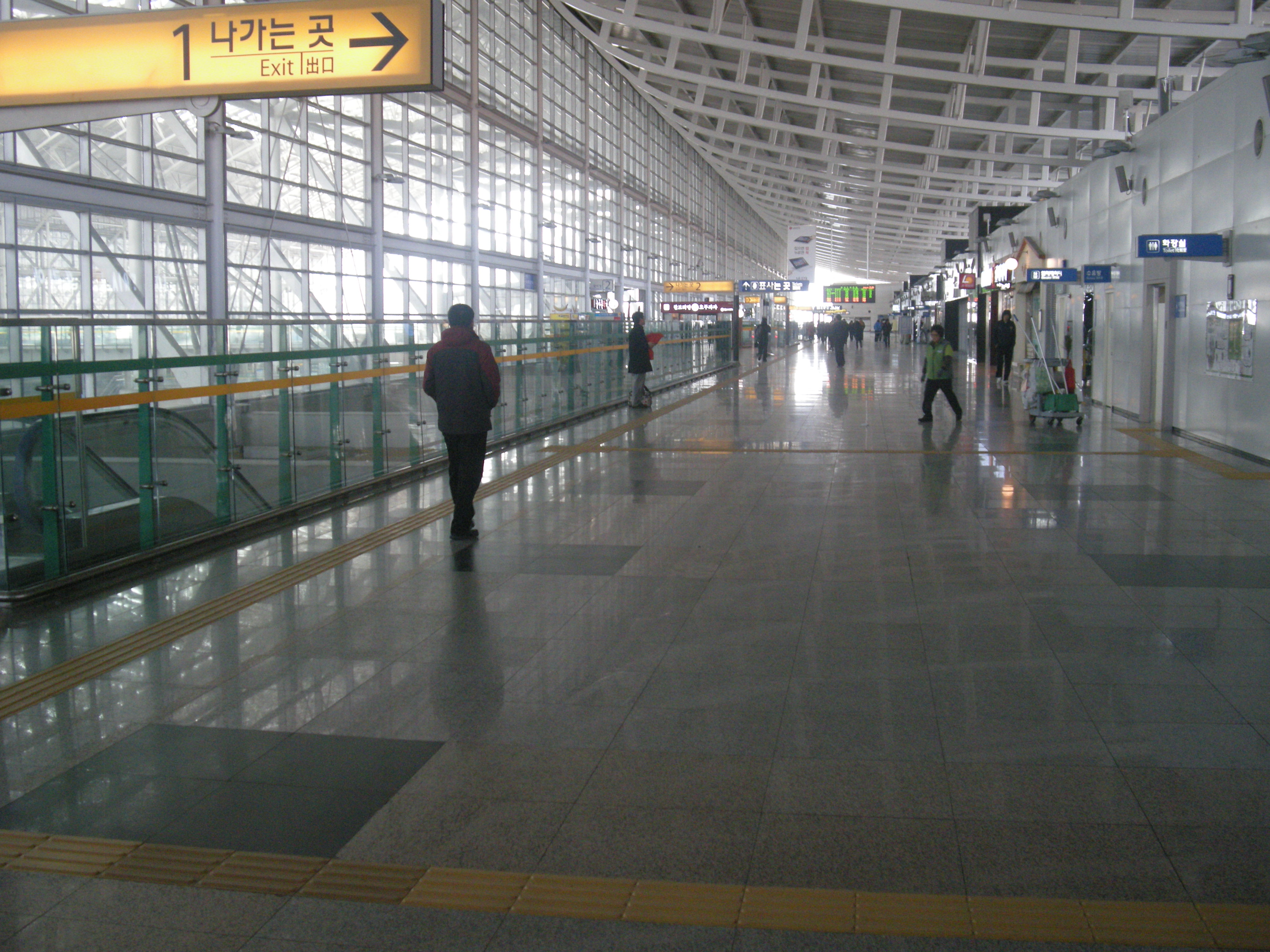
Sảnh phía Tây
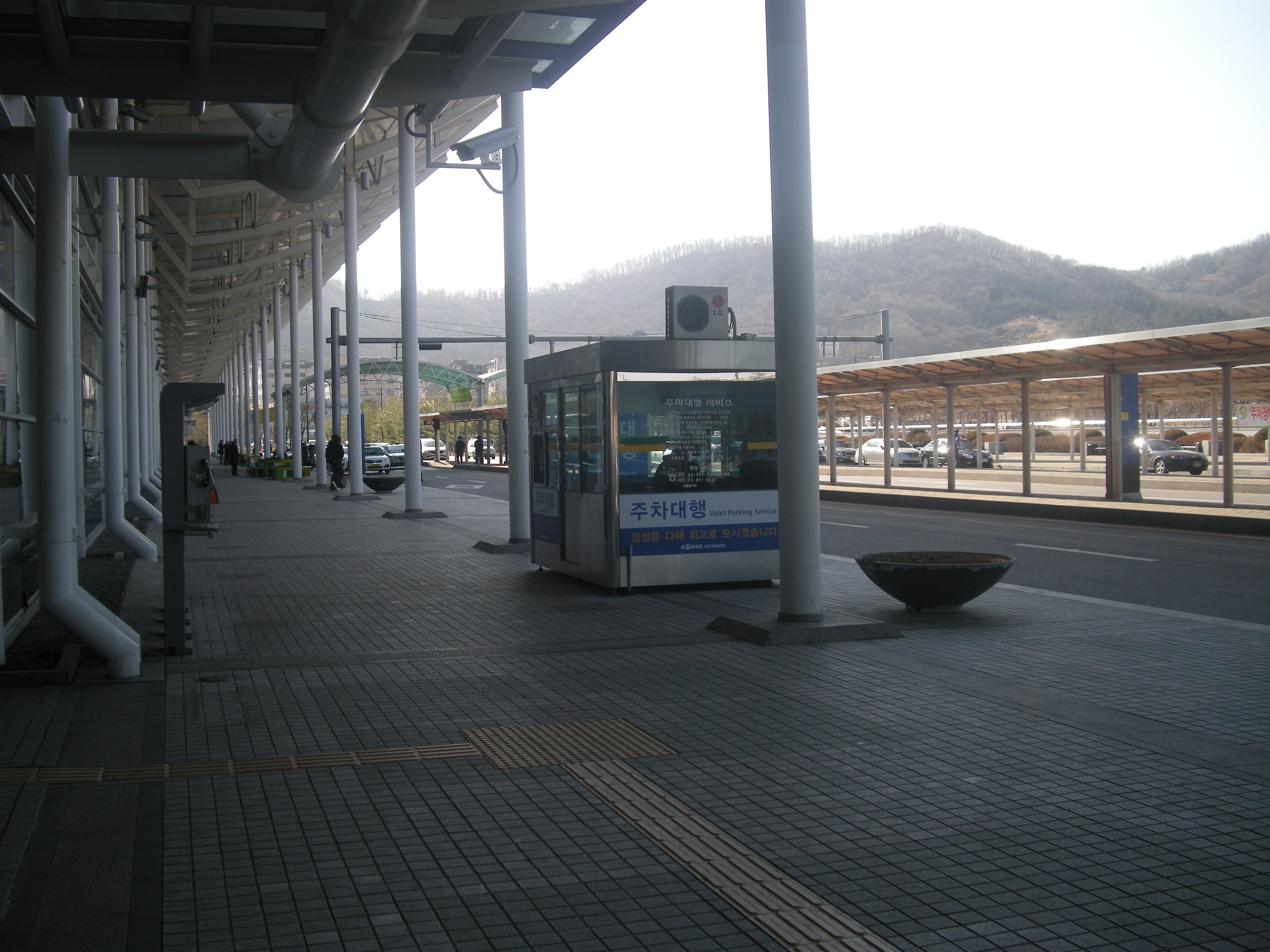
Những con đường xung quanh Ga Gwangmyeong nhìn từ Lối ra 1
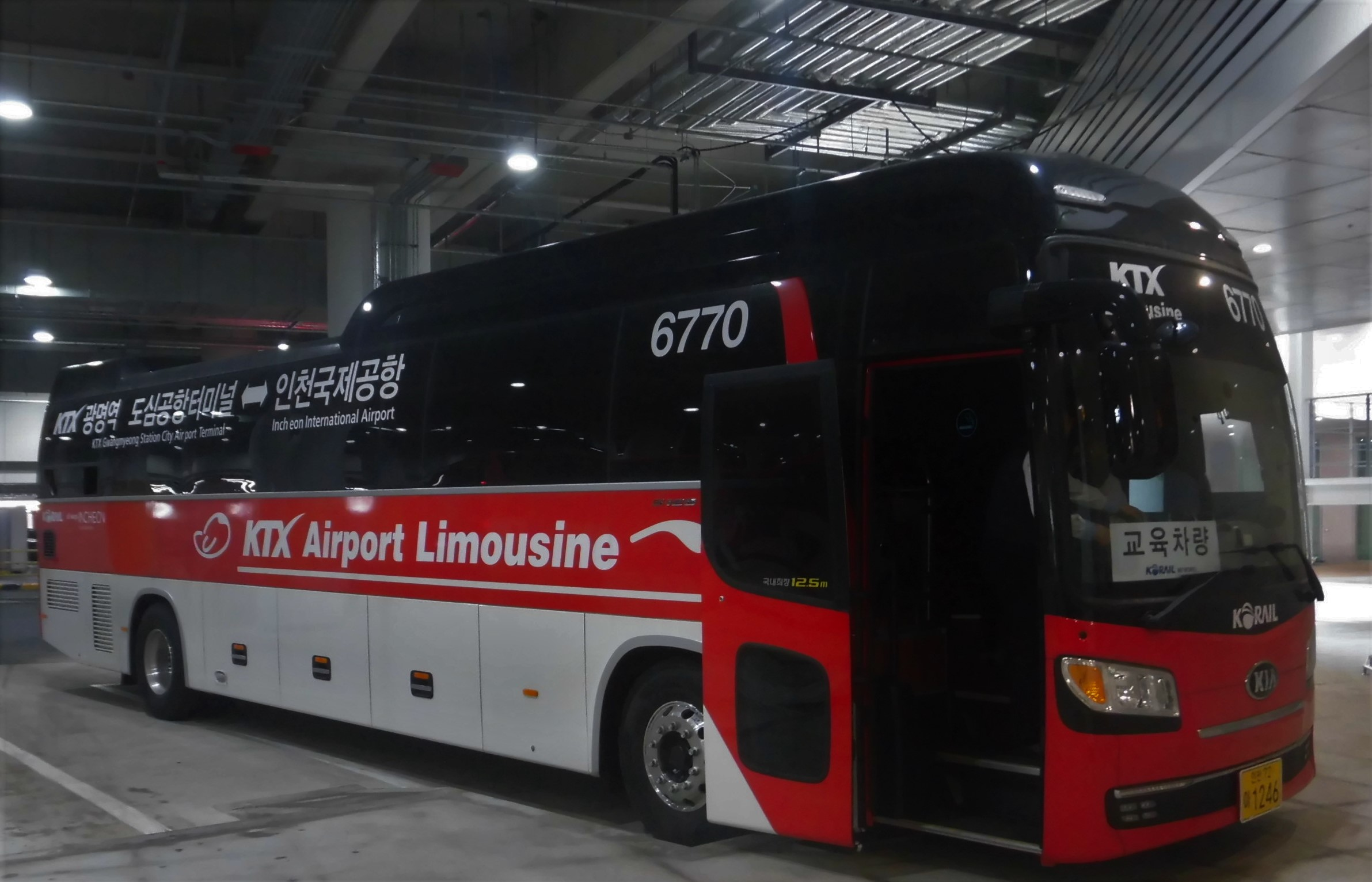
Xe buýt số 6770, xe buýt ghế ngồi trực tiếp và xe buýt đưa đón KTX hướng đến Sân bay Quốc tế Incheon
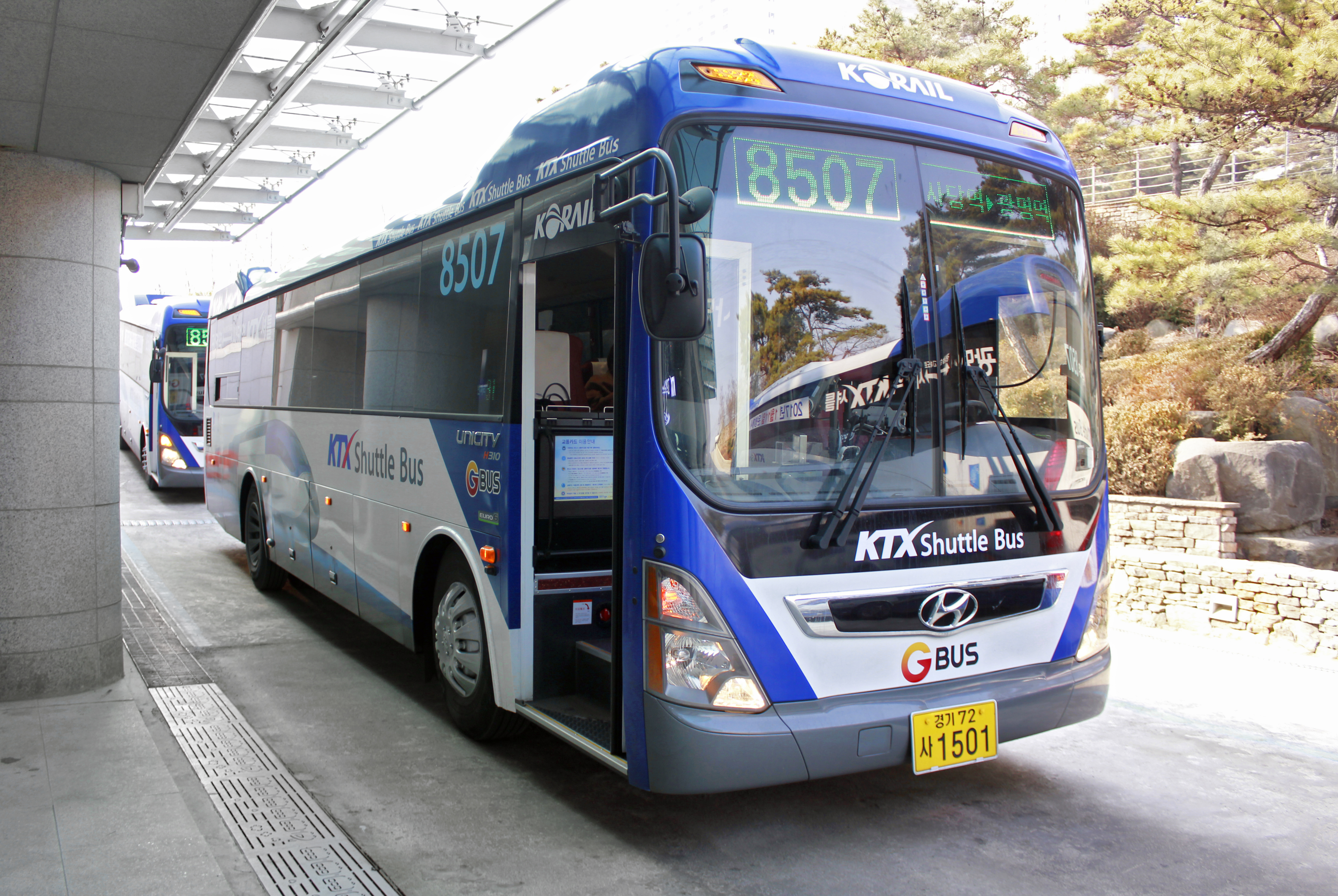
Xe buýt 8507 tới Ga Sadang